# Christina Boelskifte
Christina Sheila Boelskifte er en dansk sangerinde og sangskriver. Hun har medvirket som korsanger på mere end 50 danske CD-indspilninger med bl.a. Martin Brygmann, Danser med Drenge, PS12, Jan Glæsel, Hej Matematik, Søren Poppe, Stig Rossen, Jens Lysdal m.fl. Hun har endvidere lagt stemmer og sang til en række Disney-tegnefilm.
Live har Christina Boelskifte sunget backing-kor ved bl.a. Blast, Melodi Grand Prix, X Factor, Husk Lige Tandbørsten og med navne som Sanne Salomonsen, Roger Whitaker, Danseorkestret m.fl.
Christina Boelskifte har desuden haft soloshows med Martin Brygmann og har været gæstesolist ved Stig Rossens julekoncerter.
Sideløbende med sit virke som sangerinde har Christina Boelskifte siden 2006 drevet egen virksomhed, hvor hun har gennemført musikalsk teambuilding og performancekurser for et stort antal danske private og offentlige virksomheder.